# Piper urophyllum
Piper urophyllum C.DC. – gatunek rośliny z rodziny pieprzowatych (Piperaceae C. Agardh). Występuje naturalnie w Gwatemali, Nikaragui, Kostaryce, Panamie, Kolumbii oraz Peru. 

## Morfologia
PokrójZimozielony krzew dorastający do 1–3 m wysokości.
LiścieMają kształt od owalnego do eliptycznie owalnego. Mierzą 6–12 cm długości oraz 3,5–6 cm szerokości. Nasada liścia jest klinowa. Blaszka liściowa jest o spiczastym wierzchołku. Ogonek liściowy jest nagi i dorasta do 7–12 mm długości.
KwiatySą zebrane w kłosy, rozwijają się w kątach pędów. Są siedzące. Mierzą 4–8 cm długości. Mają białą barwę.
OwoceJagody o cylindrycznym kształcie. Osiągają 1 mm średnicy.

## Biologia i ekologia
Rośnie w wilgotnych wiecznie zielonych lasach. Występuje na wysokości do 1400 m n.p.m.